# Parque de la Barceloneta
El parque de la Barceloneta se encuentra en el distrito de Ciutat Vella de Barcelona, en el barrio de La Barceloneta. Fue inaugurado en 1996, con un diseño de Jordi Henrich y Olga Tarrasó.

## Descripción

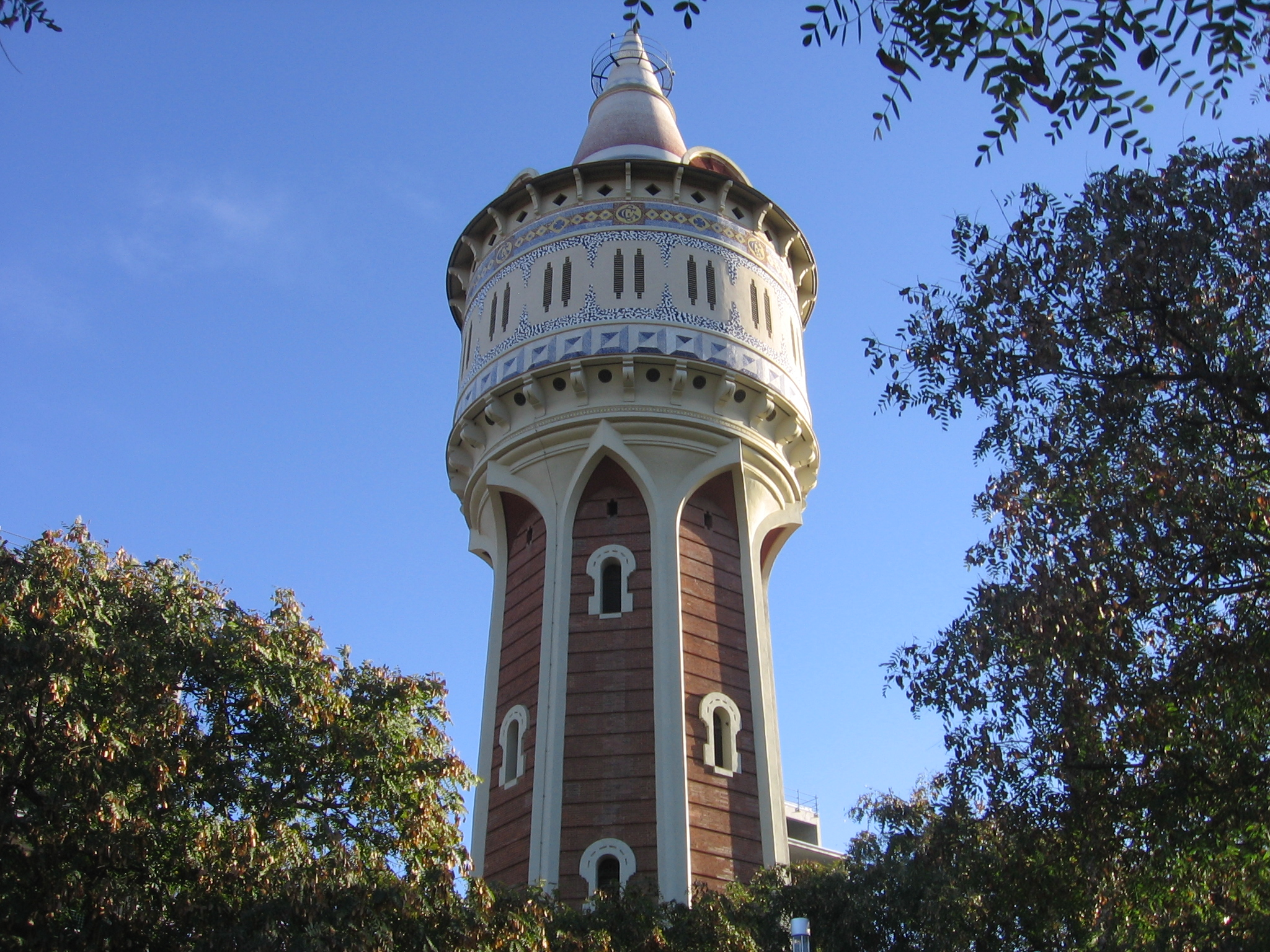
Torre de aguas de la antigua fábrica de gas.

Este parque se encuentra junto al mar, en un terreno donde antiguamente se encontraba una fábrica de la empresa Catalana de Gas, en funcionamiento hasta 1989, de la que quedan una torre de aguas y la estructura metálica de un gasómetro, diseñada por el ingeniero Claudi Gil Serra en 1868. La torre es una obra de diseño modernista de José Doménech y Estapá, de 1905. De la antigua fábrica se conserva igualmente el edificio de oficinas, construido en 1907 por Domènech i Estapà, que actualmente acoge la Fàbrica del Sol, sede del Centro de Recursos Barcelona Sostenible, dedicado a la educación ambiental. El área del parque comprende diversas zonas con parterres de césped y espacios de sablón, jalonados de áreas vegetales donde predominan las plantaciones regulares de árboles como pinos, tipuanas, palmeras, bellasombras y tarayes. Junto al paseo marítimo, que da a la playa de la Barceloneta, se encuentra un Monumento a Simón Bolívar, obra de Julio Maragall (1996). El recinto incluye área de juegos infantiles, zona de pícnic y pistas de petanca, así como un campo de fútbol (Camp Municipal Futbol Barceloneta) y tres colegios (CEIP Alexandre Galí, IES Narcís Monturiol e IES Joan Salvat Papasseit).

## Vegetación
Entre las especies presentes en el parque se hallan: el pino carrasco (Pinus halepensis), la casuarina (Casuarina cunninghamiana), la tipuana (Tipuana tipu), el tamarindo (Tamarix gallica), el ombú (Phytolacca dioica), la washingtonia (Whashingtonia robusta y Washingtonia filifera) y la palmera datilera (Phoenix dactylifera).